# Sur la piste de mon mari

Sur la piste de mon mari (Caught in the Act) est un téléfilm américain réalisé par Jeffrey Reiner diffusé le 10 mai 2004 sur Lifetime.

## Synopsis
Femme au foyer modèle, Jodie Colter fait preuve d'une patience extrême envers son mari infidèle. Elle finit, toutefois, par ne plus supporter ses tromperies à répétition. Déterminée à demander le divorce, Jodie se met à espionner l'inconstant dans l'espoir de le prendre sur le fait et d'établir sa faute. D'abord maladroite dans sa démarche, la jeune femme améliore au fur et à mesure sa technique de filature. Elle se prend tellement au jeu qu'elle décide de proposer ses services à d'autres épouses trompées.

## Fiche technique
- Titre : Sur la piste de mon mari
- Titre original : Caught in the Act
- Réalisation : Jeffrey Reiner
- Scénario : Cynthia Whitcomb (en) et Billy Field
- Société de production : The Konigsberg-Smith Company et The Carousel Picture Company (Luxembourg)
- Origine : États-Unis
- Durée : 90 minutes
- Format : Couleurs

## Distribution
- Lauren Holly : Jodie Colter
- Max Martini : Buck Colter
- Brian McNamara : Dan Robertson
- Madeleine Potter : Alice Harrison
- Shane Rimmer : le père
- Sandra Dickinson (en) : la mère
- Eddie Marsan : Gary Grissom
- Ty Glaser (en) : Debbie
- Sinead Keenan : Carrie
- Logan Feierbach : Robin Colter
- Remington Feierbach : Ryan Colter
- Terra Coles : D.A. Jones
- Eva Breneman : Réceptionniste
- Pamela Covais : Maid
- Alexis Kreps : Process Server
- Lizz Lee : serveuse